# 樹下里
樹下里是位於臺灣新竹市香山區轄下之一里。樹下里北以客雅溪為界，東以樹下街及牛埔南路為界，南至中華路四段，西南方則鄰三姓公溪，西北方鄰浸水。